# Johann Friedrich Wilhelm von Charpentier
Johann Friedrich Wilhelm von Charpentier (* 24. Juni 1738 in Dresden; † 27. Juli 1805 in Freiberg) war ein deutscher Geologe und sächsischer Berghauptmann. Er entstammte einer Adelsfamilie aus der Normandie.

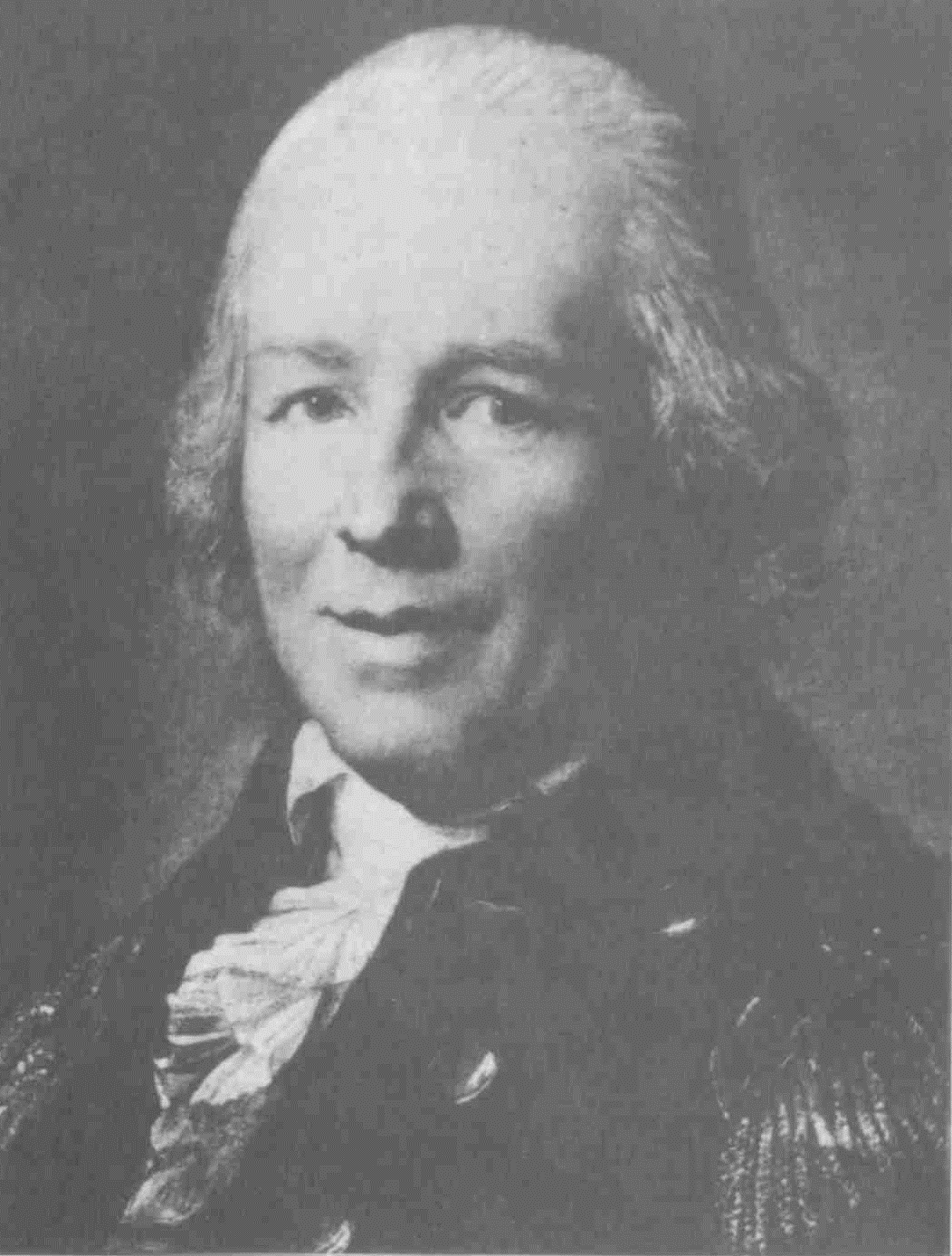
Ölbild vermutl. von Anton Graff

## Leben und Wirken
Charpentier hatte an der Universität Leipzig Mathematik und Rechtswissenschaften studiert und erhielt 1766 die Lehrstühle für Mathematik und Zeichenkunst an der neu gegründeten Bergakademie Freiberg, an der er sich gleichzeitig als Student der Bergwissenschaften (Matrikel Nr. 4) einschrieb.
Bis 1784 hielt er außerdem Vorlesungen über Mechanik, Physik, Bewetterung und Bergwerksmaschinenkunde.
1773 wurde Charpentier als Berg-Kommissions-Rat zum Mitglied des Sächsischen Oberbergamtes berufen, 1800 wurde er zum Vizeberghauptmann und 1801 zum Berghauptmann ernannt.
Unter seiner Leitung wurde zwischen 1787 und 1790 das Amalgamierwerk Halsbrücke errichtet, das auf der Basis des seinerzeit neu entwickelten Kaltamalgamierverfahrens entstand, das Charpentier 1785 in Ungarn kennengelernt hatte.
1784 übernahm er die Leitung des Kurfürstlichen Alaunwerkes Schwemsal, ebenfalls in diesem Jahr wurde sein Adelsdiplom durch Kaiser Joseph II. erneuert. Charpentier und Friedrich Wilhelm Heinrich von Trebra, die freundschaftliche Verbindungen mit Johann Wolfgang von Goethe pflegten, waren dessen Berater beim Betrieb der Bergwerke in Ilmenau.
Charpentiers bedeutendste Schrift war die 1778 erschienene Mineralogische Geographie der Kursächsischen Lande, welche auf den Auftrag, eine „Gebirgs-Karte“ von Kursachsen zu erstellen, zurückging. Diese Veröffentlichung enthielt erstmals eine geologische Karte eines größeren Landgebietes. Basierend auf einer ausgezeichneten Beobachtungsgabe teilte Charpentier Kursachsen geologisch in die Hauptteile Grundgebirge, Tonschiefer, Steinkohlengebirge und Flözgebirge, letztere wiederum in 12 Glieder aufgeteilt. Die Karte war die erste Grundlage für die später von Bernhard von Cotta bearbeiteten geologischen Karten Sachsens.
1774 wurde er zum korrespondierenden Mitglied der Göttinger Akademie der Wissenschaften gewählt, 1777 wurde er Mitglied der Naturforschenden Gesellschaft in Danzig.
Sein Nachfolger wurde Johann Friedrich Lempe.

## Familie
Charpentier heiratete 1768 in Görlitz Johanna Dorothea Wilhelma von Zobel (1749–1801), die Tochter des Stiftsrates Johann Jakob von Zobel.
Er war der Vater der Geologen Toussaint von Charpentier (1779–1847) und Johann von Charpentier (1786–1855).
Seine Tochter Wilhelmine (1772–1842) wurde 1792 die Frau von General Johann Adolf von Thielmann und eine Freundin der Dichterin Annette von Droste-Hülshoff.
Seine Tochter Ernestine (* 30. November 1776; † 17. März 1829) heiratete am 27. Februar 1794 Franz Volkmar Reinhard und drei Jahre nach dessen Tod den Grafen Peter Karl Wilhelm von Hohenthal.
Seine vierte und jüngste Tochter Juliane oder Julie (* 16. März 1776; † 1811) war ab Dezember 1798 die Verlobte des Bergakademisten und Dichters Friedrich von Hardenberg (Novalis). Nach dessen Tod (1801) heiratete sie 1804 den ungarischen Adligen Karl Podmanitzky Freiherr von Aszód und Podmanin (Karoly Podmaniczky), den sie 1804 während seines Studiums in Freiberg kennengelernt hatte, und verstarb 1811 in Schemnitz.

## Schriften
- Mineralogische Geographie der Chursächsischen Lande. bey Siegfried Leberecht Crusius, Leipzig 1778 (Digitalisat)
- Petrographische Charte des Churfürstentums Sachsen. 1778
- Beobachtungen über die Lagerstätten der Erze hauptsächlich aus den Sächsischen Gebirgen. 1799 (Digitalisat)
- Beytrag zur geognostischen Kenntnis des Riesengebirges. 1804, Textarchiv – Internet Archive